# Dikeni Salifou
Dikeni-Rafid Salifou (* 8. Juni 2003 in München) ist ein togoisch-deutscher Fußballspieler.

## Karriere

### Verein
Nach seinen Anfängen in der Jugend des TSV 1860 München wechselte er im Sommer 2015 in die Jugendabteilung des FC Augsburg. Für seinen Verein bestritt er 16 Spiele in der B-Junioren-Bundesliga und zehn Spiele in der A-Junioren-Bundesliga und kam dort auch Ende des Jahres 2021 zu vier Spieltagskadernominierungen in der Bundesliga, ohne eingesetzt zu werden. Im Sommer 2022 wechselte er zum Ligakonkurrenten Werder Bremen und kam dort auch zu seinem Profidebüt in der Bundesliga, als er am 5. Februar 2023, dem 19. Spieltag, beim 2:0-Auswärtssieg gegen den VfB Stuttgart in der 90. Spielminute für Jens Stage eingewechselt wurde.
Anfang September 2023 wurde er für den Rest der Saison an die U23-Mannschaft von Juventus Turin in die dritte italienische Liga verliehen. Während der Leihe kam er zu 31 Drittligaeinsätzen für Juventus’ Reserve.
Zur Saison 2024/25 kehrte er zunächst nach Bremen zurück, ehe er im August 2024 an den österreichischen Bundesligisten SK Austria Klagenfurt weiterverliehen wurde. Für Klagenfurt kam er während der Leihe zu 24 Einsätzen in der Bundesliga, aus der das Team aber abstieg.

### Nationalmannschaft
Salifou wurde im März 2022 erstmals in den Kader der Togoischen Fußballnationalmannschaft berufen, konnte aber aufgrund einer Verletzung kein Spiel bestreiten. Sein Debüt gab er anschließend im März 2024 gegen Niger.